# 礼文中継局

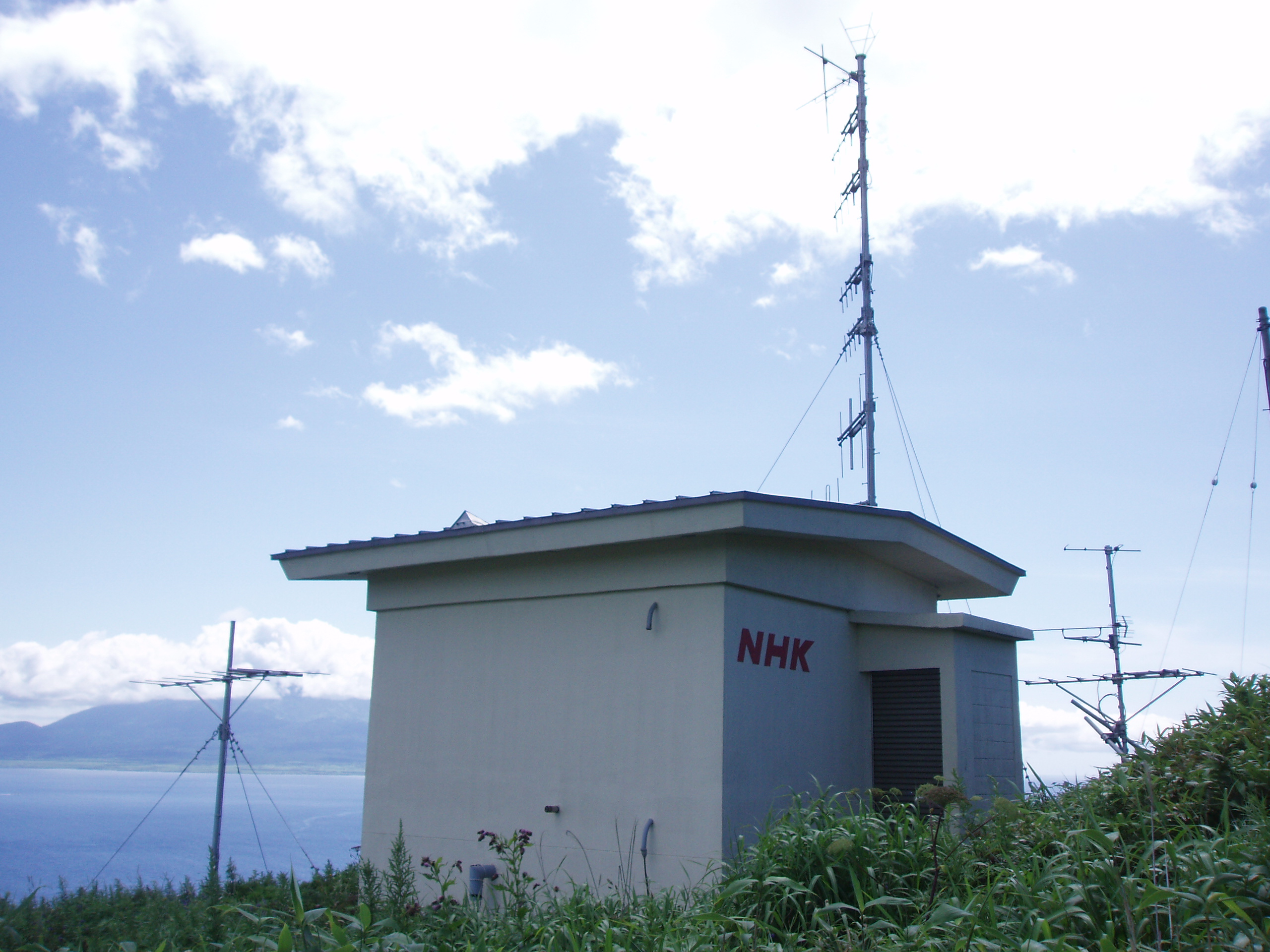
礼文中継局
（NHK）

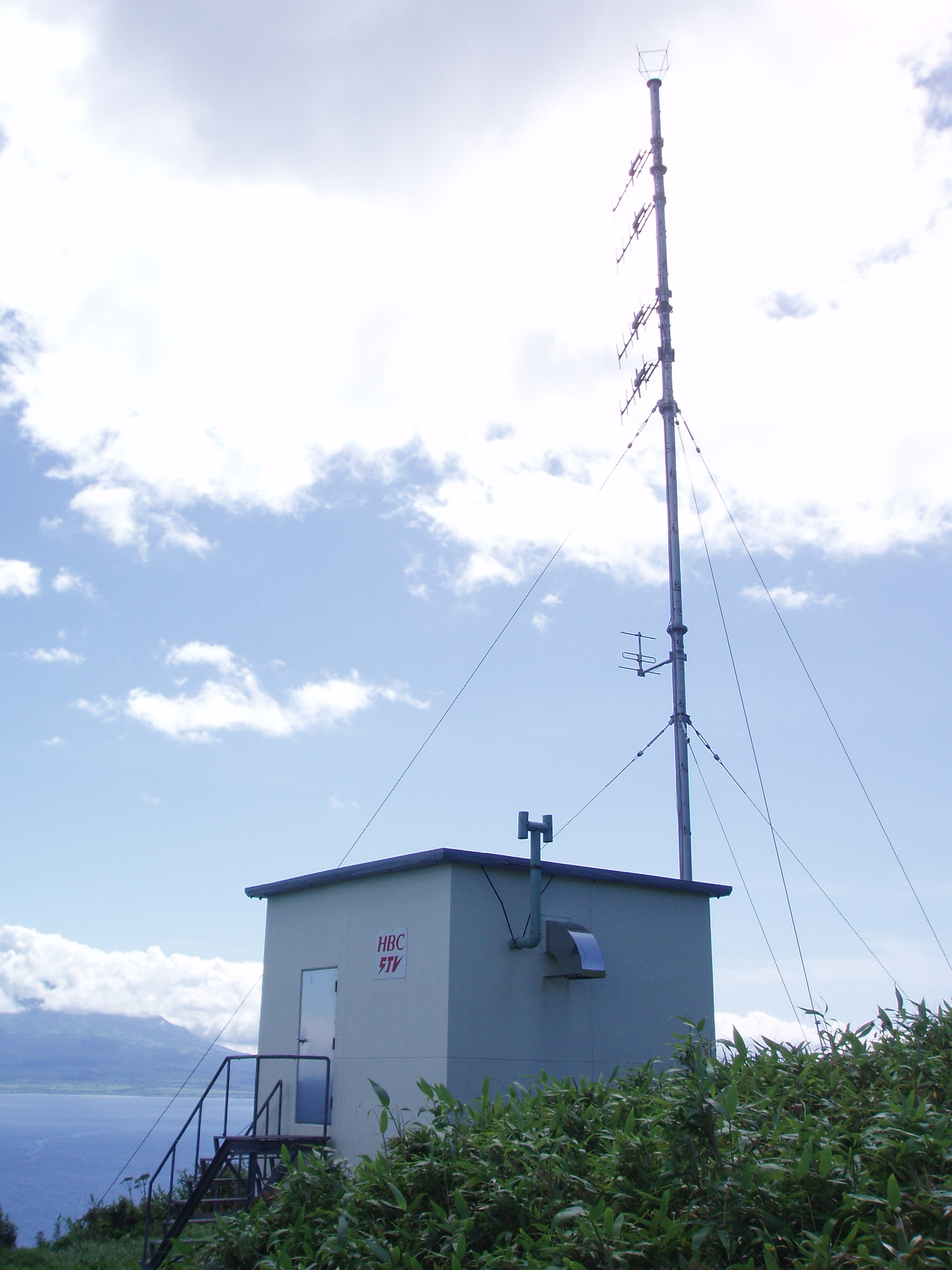
礼文中継局
（HBC・STV）

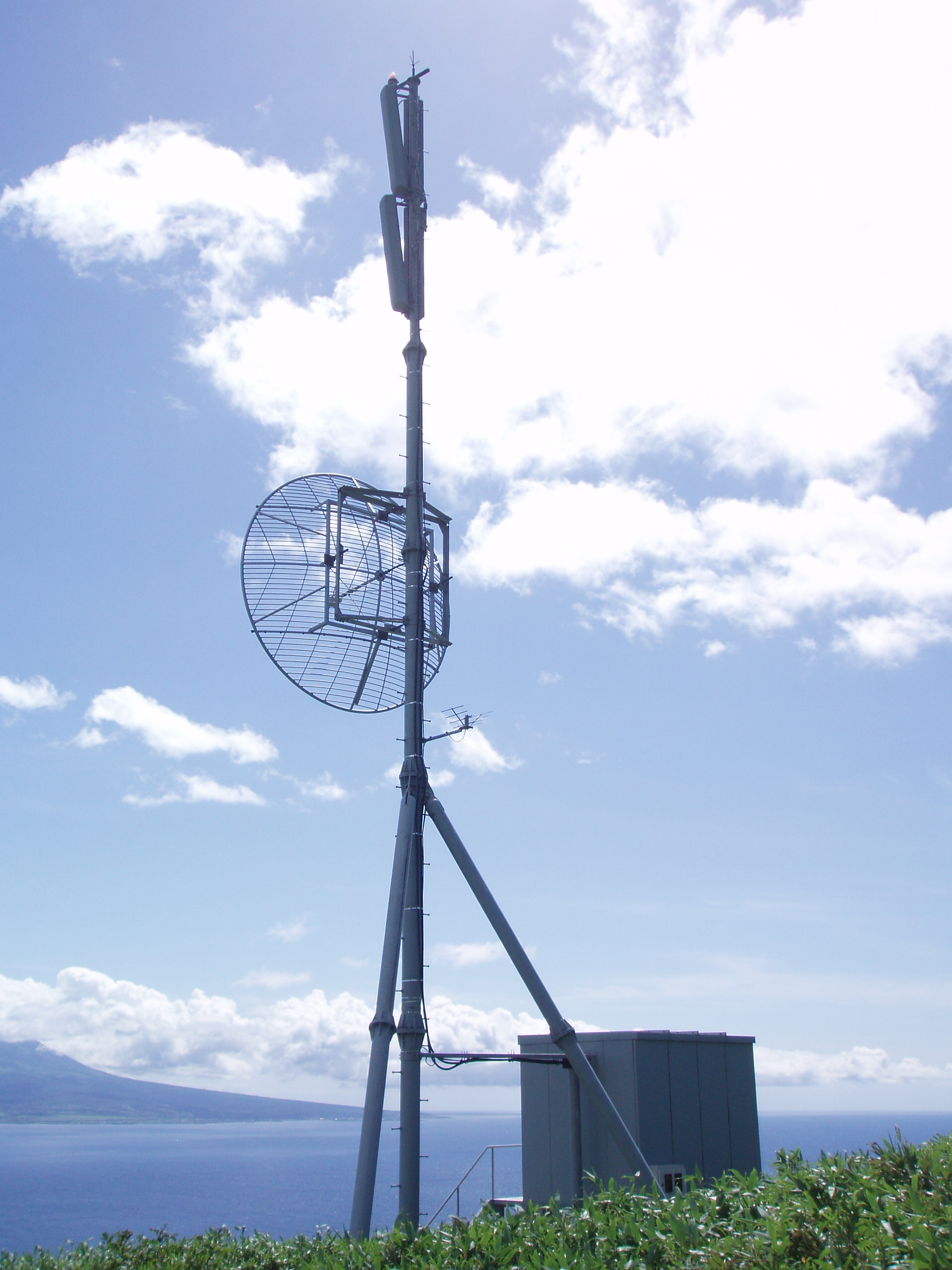
礼文中継局
（HTB・UHB）

礼文中継局（れぶんちゅうけいきょく）は北海道礼文郡礼文町香深村にある中継局。ここでは、日本最北端のデジタルテレビ放送中継局である礼文船泊中継局と利尻町にある利尻仙法志中継局についても説明する。

## 礼文中継局

### 地上デジタルテレビジョン放送送信設備
| リモコン キーID | 放送局名             | 物理 チャンネル | 物理 チャンネル | 空中線 電力 | ERP  | 放送対象地域                         | 放送区域 内世帯数 | 偏波面   | 開局日          |
| リモコン キーID | 放送局名             | 変更前          | 変更後          | 空中線 電力 | ERP  | 放送対象地域                         | 放送区域 内世帯数 | 偏波面   | 開局日          |
| --------------- | -------------------- | --------------- | --------------- | ----------- | ---- | ------------------------------------ | ----------------- | -------- | --------------- |
| 1               | HBC 北海道放送       | 16              | 52              | 3W          | 48W  | 北海道                               | 約2,200世帯       | 水平偏波 | 2010年 11月30日 |
| 2               | NHK 旭川教育         | 20              | 17              | 3W          | 56W  | 全国                                 | 約2,200世帯       | 水平偏波 | 2009年 12月24日 |
| 3               | NHK 旭川総合         | 31              | 27              | 3W          | 55W  | 道北圏 （上川・留萌・ 宗谷・北空知） | 約2,200世帯       | 水平偏波 | 2009年 12月24日 |
| 5               | STV 札幌テレビ放送   | 32              | 37              | 3W          | 45W  | 北海道                               | 約2,200世帯       | 水平偏波 | 2010年 11月30日 |
| 6               | HTB 北海道テレビ放送 | 29              | 47              | 3W          | 46W  | 北海道                               | 約2,200世帯       | 水平偏波 | 2010年 11月30日 |
| 7               | TVh テレビ北海道     | 35              | 35              | 3W          | 未定 | 北海道                               | 約2,200世帯       | 水平偏波 | 2015年 8月31日  |
| 8               | UHB 北海道文化放送   | 18              | 49              | 3W          | 45W  | 北海道                               | 約2,200世帯       | 水平偏波 | 2010年 11月30日 |

- NHK旭川放送局で2009年11月24日に予備免許交付、12月9日から試験放送開始、12月24日に本免許交付され、同日から本放送開始。
- TVhを除く民放で2010年9月9日に予備免許交付、10月28日から試験放送開始、11月30日に本免許交付され、同日から本放送開始。
- TVhは2015年6月29日に予備免許交付[3]、7月15日から試験放送開始[4]、8月31日に本免許交付され、同日から本放送開始[2]。
- 2014年9月29日から、礼文中継局から混信を受ける地域への受信状況を改善するため当時未開局だったTVhを除く全局のチャンネルが変更された[1]。赤太字で示しているのが変更後のチャンネルである。

### 地上アナログテレビジョン放送送信設備
| 物理 チャンネル | 放送局名              | 空中線電力        | ERP                | 放送対象地域                         | 放送区域 内世帯数 | 偏波面   | 開局日         |
| --------------- | --------------------- | ----------------- | ------------------ | ------------------------------------ | ----------------- | -------- | -------------- |
| 4               | NHK 旭川総合          | 映像10W/ 音声2.5W | 映像105W/ 音声27W  | 道北圏 （上川・留萌・ 宗谷・北空知） | 不明              | 垂直偏波 | 1965年12月15日 |
| 6               | STV 札幌テレビ放送    | 映像10W/ 音声2.5W | 映像115W/ 音声29W  | 北海道                               | 不明              | 垂直偏波 | 1968年10月5日  |
| 10              | HBC 北海道放送        | 映像10W/ 音声2.5W | 映像115W/ 音声29W  | 北海道                               | 不明              | 垂直偏波 | 1969年10月1日  |
| 12              | NHK 旭川教育          | 映像10W/ 音声2.5W | 映像105W/ 音声26W  | 全国                                 | 不明              | 垂直偏波 | 1965年12月15日 |
| 42              | HTB< 北海道テレビ放送 | 映像30W/ 音声7.5W | 映像550W/ 音声135W | 北海道                               | 不明              | 水平偏波 | 1978年8月末    |
| 44              | UHB 北海道文化放送    | 映像30W/ 音声7.5W | 映像550W/ 音声135W | 北海道                               | 不明              | 水平偏波 | 1978年8月末    |

- TVhにはチャンネルが割り当てられていなかった。

### FMラジオ放送
| 周波数 （MHz） | 放送局名   | 空中線 電力 | ERP | 放送対象地域                         | 放送区域 内世帯数 | 開局日         |
| -------------- | ---------- | ----------- | --- | ------------------------------------ | ----------------- | -------------- |
| 89.7           | NHK 旭川FM | 10W         | 30W | 道北圏 （上川・留萌・ 宗谷・北空知） | 不明              | 1977年 8月25日 |

- AIR-G'及びNORTH WAVEは設置されていない。

## 礼文船泊中継局

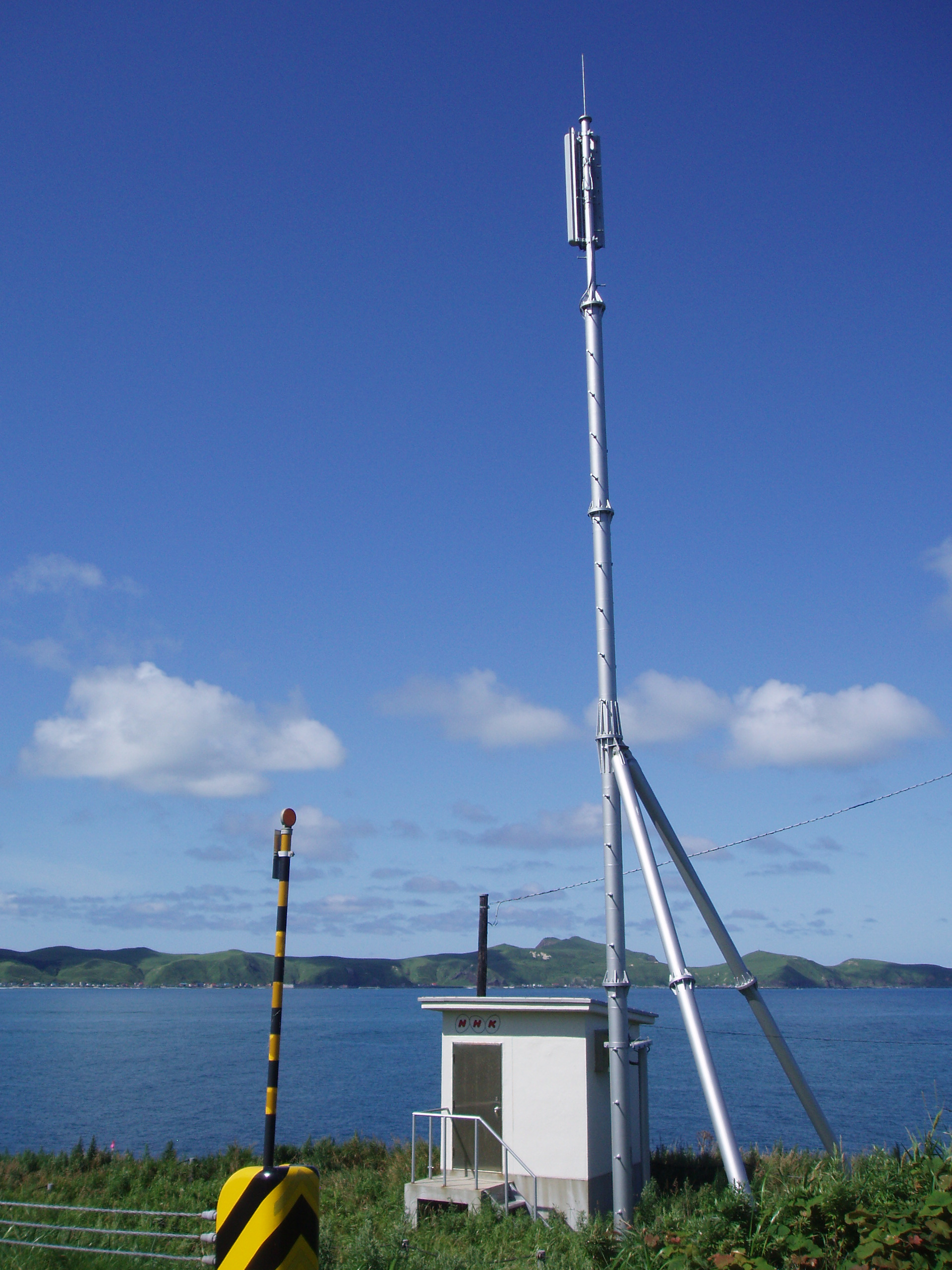
船泊中継局
（NHK旭川放送局）

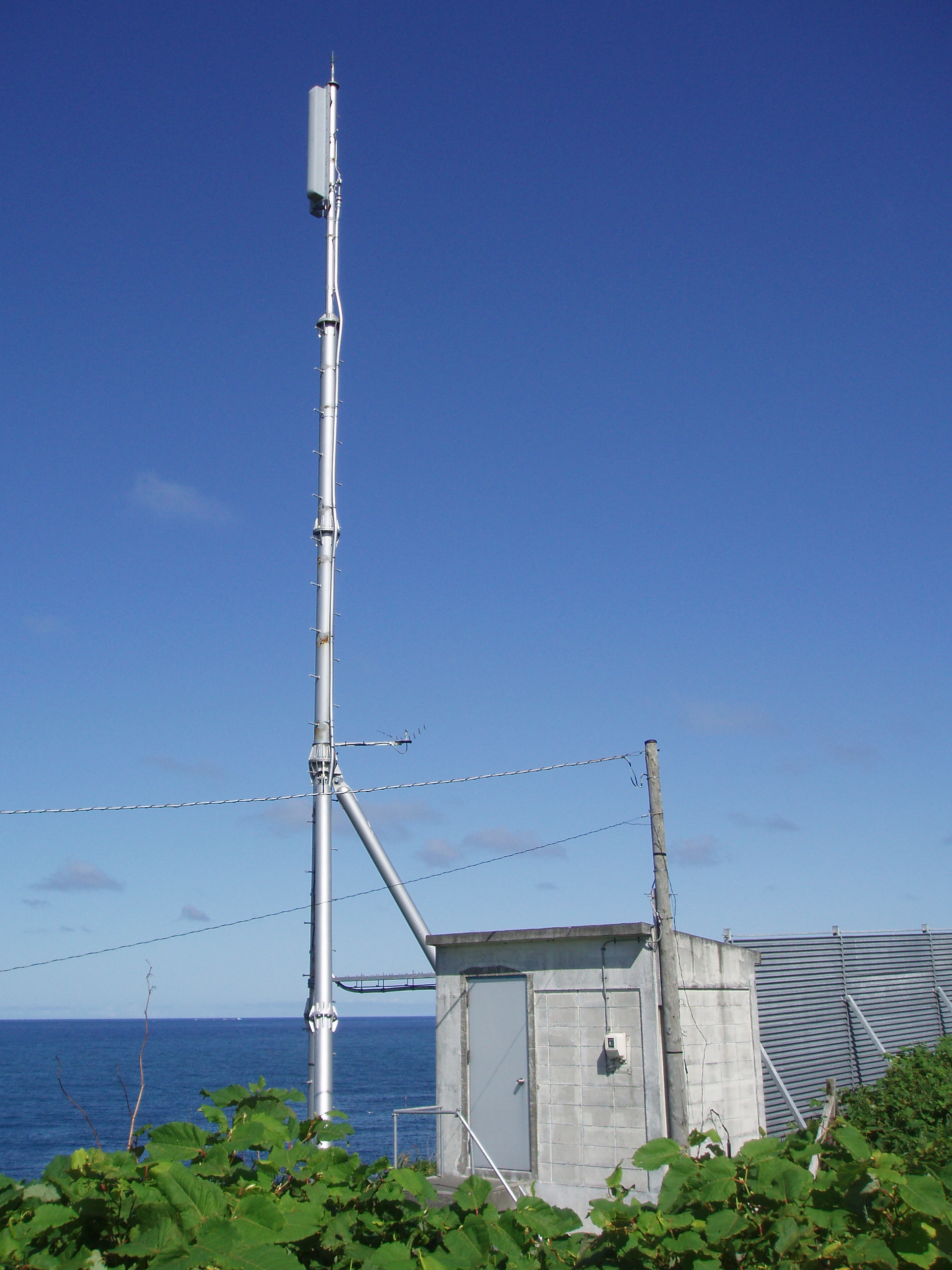
船泊中継局
（民放）

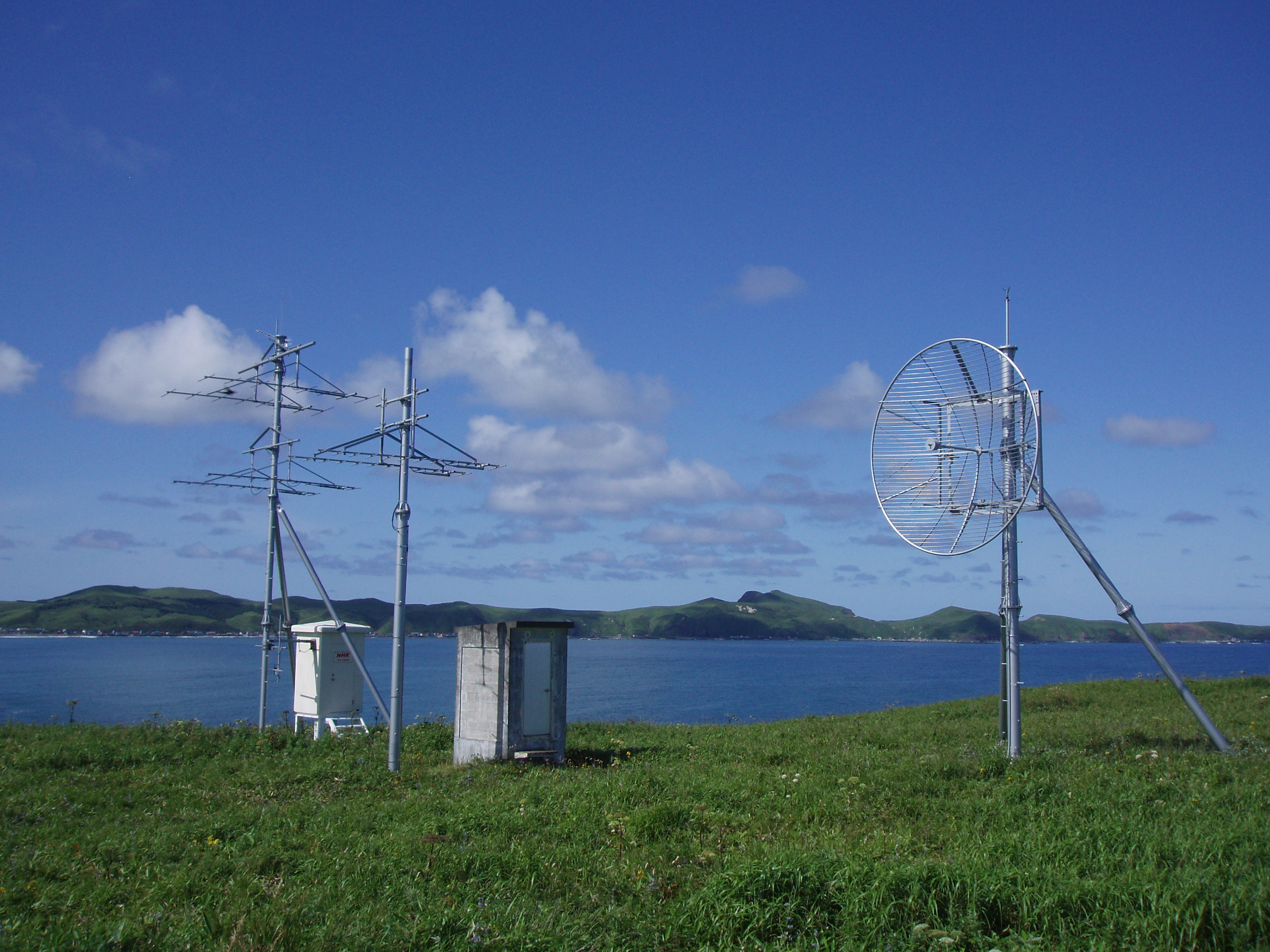
船泊中継局
受信設備

### 地上デジタルテレビジョン放送送信設備
| リモコン キーID | 放送局名             | 物理 チャンネル | 空中線 電力 | ERP   | 放送対象地域                         | 放送区域 内世帯数 | 偏波面   | 開局日          |
| --------------- | -------------------- | --------------- | ----------- | ----- | ------------------------------------ | ----------------- | -------- | --------------- |
| 1               | HBC 北海道放送       | 28              | 300mW       | 1.8W  | 北海道                               | 約400世帯         | 水平偏波 | 2010年 12月24日 |
| 2               | NHK 旭川教育         | 30              | 300mW       | 1.9W  | 全国                                 | 約400世帯         | 水平偏波 | 2010年 12月24日 |
| 3               | NHK 旭川総合         | 47              | 300mW       | 1.85W | 道北圏 （上川・留萌・ 宗谷・北空知） | 約400世帯         | 水平偏波 | 2010年 12月24日 |
| 5               | STV 札幌テレビ放送   | 32              | 300mW       | 1.75W | 北海道                               | 約400世帯         | 水平偏波 | 2010年 12月24日 |
| 6               | HTB 北海道テレビ放送 | 45              | 300mW       | 1.75W | 北海道                               | 約400世帯         | 水平偏波 | 2010年 12月24日 |
| 7               | TVh テレビ北海道     | 26              | 300mW       | 1.75W | 北海道                               | 約400世帯         | 水平偏波 | 2014年 12月26日 |
| 8               | UHB 北海道文化放送   | 43              | 300mW       | 1.75W | 北海道                               | 約400世帯         | 水平偏波 | 2010年 12月24日 |

- TVhを除く各局は2010年9月15日に予備免許交付、11月11日から試験放送開始、12月24日に本免許交付され、同日本放送開始。なお、当中継局の試験電波発射によりNHK旭川放送局に関しては管内の道北・北空知地方のすべてのデジタル中継局で電波が発射されたことになる。また、当中継局と稚内市の西稚内中継局（TVhを除く民放各局）の開局によってNHK旭川放送局と民放各局（当時一部未整備となっていたTVhを除く）に関しては管内の道北・北空知地方のすべてのデジタル中継局で設置が完了した。
- TVhは2014年8月25日に予備免許交付[8]、11月12日に試験放送開始、12月26日に本免許交付され、同日本放送開始[2]

### 地上アナログテレビジョン放送送信設備
| 物理 チャンネル | 放送局名             | 空中線 電力       | ERP  | 放送対象地域                         | 放送区域 内世帯数 | 開局日 | 偏波面   |
| --------------- | -------------------- | ----------------- | ---- | ------------------------------------ | ----------------- | ------ | -------- |
| 49              | NHK 旭川教育         | 映像3W/ 音声750mW | 不明 | 全国                                 | 不明              | 不明   | 水平偏波 |
| 51              | NHK 旭川総合         | 映像3W/ 音声750mW | 不明 | 道北圏 （上川・留萌・ 宗谷・北空知） | 不明              | 不明   | 水平偏波 |
| 53              | HBC 北海道放送       | 映像3W/ 音声750mW | 不明 | 北海道                               | 不明              | 不明   | 水平偏波 |
| 55              | STV 札幌テレビ放送   | 映像3W/ 音声750mW | 不明 | 北海道                               | 不明              | 不明   | 水平偏波 |
| 57              | HTB 北海道テレビ放送 | 映像3W/ 音声750mW | 不明 | 北海道                               | 不明              | 不明   | 水平偏波 |
| 59              | UHB 北海道文化放送   | 映像3W/ 音声750mW | 不明 | 北海道                               | 不明              | 不明   | 水平偏波 |

- TVhにはチャンネルが割り当てられていなかった。

## 利尻仙法志中継局

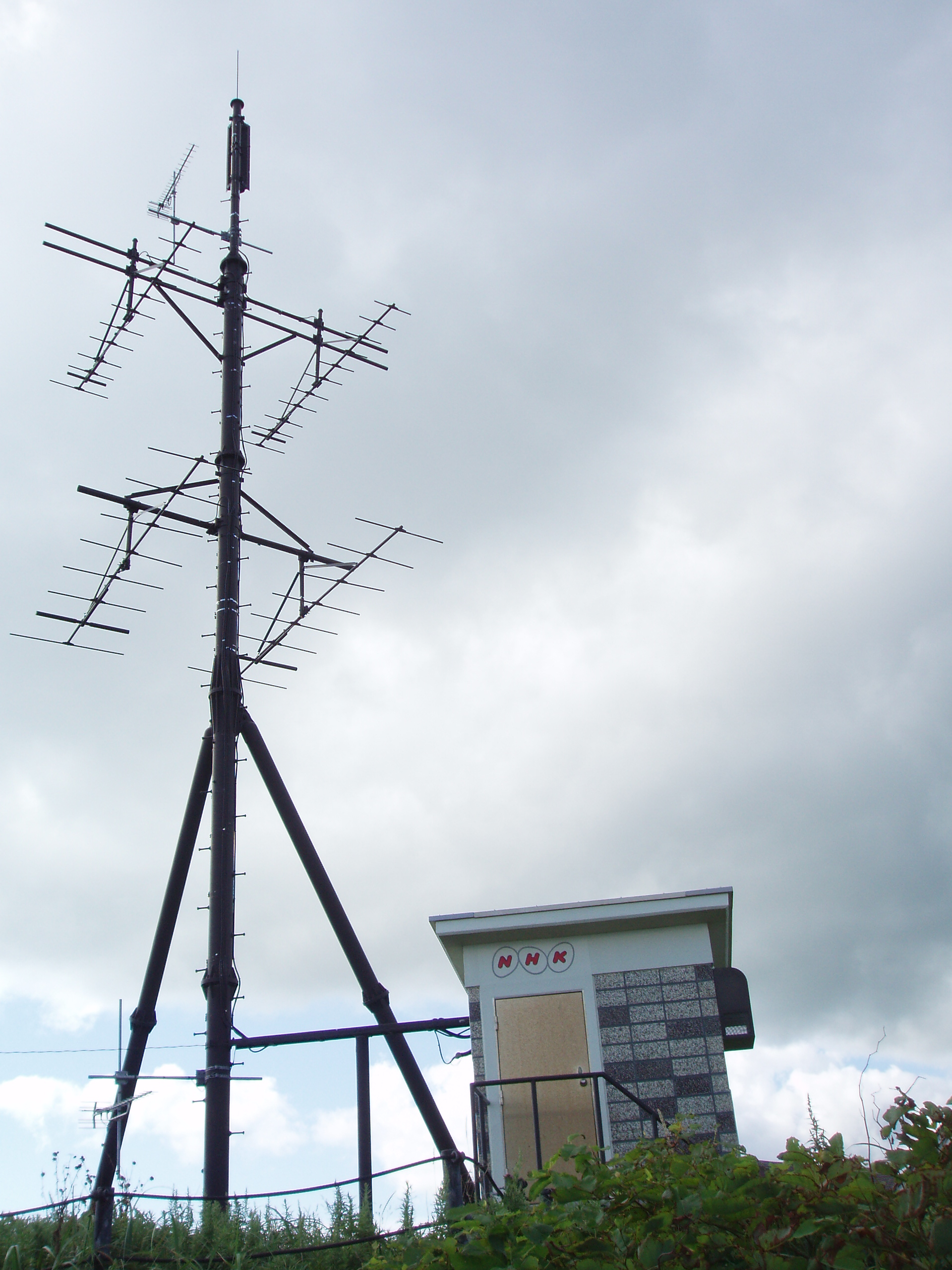
仙法志中継局
（NHK旭川放送局）

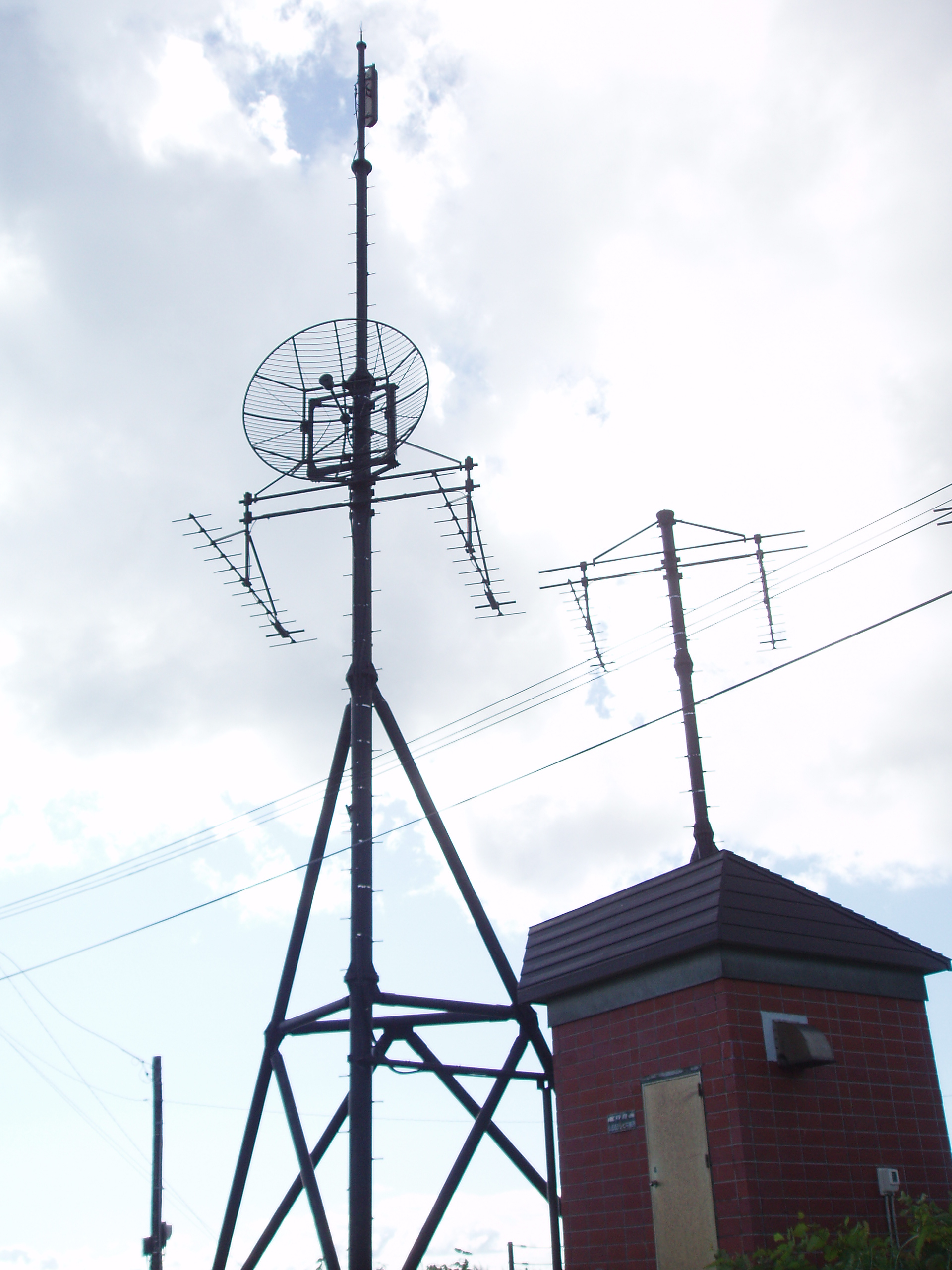
仙法志中継局
（民放）

### 地上デジタルテレビジョン放送送信設備
| リモコン キーID | 放送局名             | 物理 チャンネル | 空中線 電力 | ERP  | 放送対象地域                         | 放送区域 内世帯数 | 偏波面   | 開局日          |
| --------------- | -------------------- | --------------- | ----------- | ---- | ------------------------------------ | ----------------- | -------- | --------------- |
| 1               | HBC 北海道放送       | 16              | 1W          | 9.8W | 北海道                               | 約300世帯         | 水平偏波 | 2010年 11月30日 |
| 2               | NHK 旭川教育         | 45              | 1W          | 8.5W | 全国                                 | 約300世帯         | 水平偏波 | 2009年 12月24日 |
| 3               | NHK 旭川総合         | 44              | 1W          | 7.4W | 道北圏 （上川・留萌・ 宗谷・北空知） | 約300世帯         | 水平偏波 | 2009年 12月24日 |
| 5               | STV 札幌テレビ放送   | 32              | 1W          | 9.3W | 北海道                               | 約300世帯         | 水平偏波 | 2010年 11月30日 |
| 6               | HTB 北海道テレビ放送 | 42              | 1W          | 9.3W | 北海道                               | 約300世帯         | 水平偏波 | 2010年 11月30日 |
| 7               | TVh テレビ北海道     | 30              | 1W          | 未定 | 北海道                               | 約300世帯         | 水平偏波 | 2015年 8月31日  |
| 8               | UHB 北海道文化放送   | 49              | 1W          | 9.1W | 北海道                               | 約300世帯         | 水平偏波 | 2010年 11月30日 |

- NHK旭川放送局で2009年12月4日に予備免許交付、12月8日から試験放送開始、12月24日に本免許交付され、同日から本放送開始。
- TVhを除く民放で2010年9月14日に予備免許交付、10月29日から試験放送開始、11月30日に本免許交付され、同日から本放送開始。
- TVhは2015年6月29日に予備免許交付[3]、7月17日から試験放送開始[4]、8月31日に本免許交付され、同日から本放送開始[2]。

### 地上アナログテレビジョン放送送信設備
| 物理 チャンネル | 放送局名             | 空中線 電力       | ERP  | 放送対象地域                         | 放送区域 内世帯数 | 偏波面   | 開局日         |
| --------------- | -------------------- | ----------------- | ---- | ------------------------------------ | ----------------- | -------- | -------------- |
| 50              | NHK 旭川教育         | 映像10W/ 音声2.5W | 不明 | 全国                                 | 不明              | 水平偏波 | 1968年10月1日  |
| 52              | NHK 旭川総合         | 映像10W/ 音声2.5W | 不明 | 道北圏 （上川・留萌・ 宗谷・北空知） | 不明              | 水平偏波 | 1968年10月1日  |
| 54              | HBC 北海道放送       | 映像10W/ 音声2.5W | 不明 | 北海道                               | 不明              | 水平偏波 | 1980年12月10日 |
| 56              | STV 札幌テレビ放送   | 映像10W/ 音声2.5W | 不明 | 北海道                               | 不明              | 水平偏波 | 1980年12月10日 |
| 58              | HTB 北海道テレビ放送 | 映像10W/ 音声2.5W | 不明 | 北海道                               | 不明              | 水平偏波 | 1980年12月10日 |
| 60              | UHB 北海道文化放送   | 映像10W/ 音声2.5W | 不明 | 北海道                               | 不明              | 水平偏波 | 1980年12月10日 |

- TVhにはチャンネルが割り当てられていなかった。

## TVhに関して
- アナログ放送は各中継局ともチャンネルの割り当てがなされていなかった。
- 地上デジタル放送は船泊中継局が2014年12月26日に、また礼文、仙法志の両中継局が2015年8月31日[2]にそれぞれ開局した。

## その他

### 偏波面
- VHFテレビとFMラジオ…垂直偏波
- UHFテレビ…水平偏波

### 放送エリア
- 礼文中継局…礼文島・利尻島のそれぞれ一部地域。
- 礼文船泊中継局…礼文島北部。
- 利尻仙法志中継局…利尻島南部。

※礼文島・利尻島の日本海側（東側）に面するほとんどの地域では中頓別町の知駒中継局でカバーしている。

### 受信中継局
3局とも知駒中継局である。

### 施設
画像にもあるとおり、
- 礼文中継局はアナログ放送はHBCとSTV、HTBとUHBが共同使用（デジタル放送は不明）。ただ、NHK旭川放送局はアナログ･デジタル共通の単独施設である。HBCのアナログ中継局としては新ロゴマークでつけられている。
- 礼文船泊中継局・利尻仙法志中継局はNHK旭川放送局は単独。民放各局は共同使用である。NHKのロゴは礼文中継局が旧ロゴなのにもかかわらず新ロゴである。

### 地デジへの対応
- 礼文、仙法志中継局ではNHK旭川放送局が2009年12月24日、TVhを除く民放が2010年11月30日に開局。また船泊中継局がTVhを除く各局で2010年12月24日に開局した（当初は3中継局共TVhを除く民放は自力建設困難だった）。